# Wolfgang Reiniger
Wolfgang Reiniger (* 11. März 1944 in Winterberg) ist ein deutscher Politiker (CDU). Er war von 1999 bis 2009 Oberbürgermeister der Stadt Essen. Wolfgang Reiniger war leitendes Mitglied der Ruhr 2010 GmbH. 

## Leben
Wolfgang Reiniger verbrachte seine Jugendzeit in Essen-Borbeck. Er besuchte von 1950 bis 1954 die katholische Dionysius-Volksschule in Borbeck und danach das Gymnasium Borbeck.

### Studium und berufliche Laufbahn
Nach dem Abitur studierte Reiniger von 1963 bis 1968 in Bonn Rechtswissenschaften und Politische Wissenschaften. Er wurde 1971 an der Rheinischen Friedrich-Wilhelms-Universität Bonn mit einer Dissertation über die Rechtskontrolle der Änderung von Gemeindegrenzen zum Dr. jur. promoviert. Von 1974 bis 1999 arbeitete er als Rechtsanwalt und von 1984 bis 1999 als Notar.
Wolfgang Reiniger ist katholischer Konfession, verheiratet und hat zwei Töchter.

### Politische Laufbahn
Ab 1968 war Reiniger drei Jahre lang Kreisvorsitzender der Jungen Union Essen. 1972 kandidierte er zum Deutschen Bundestag. Zwischen 1975 und 1999 war er Mitglied des Stadtrates von Essen und von 1975 bis 1989 auch der Bezirksvertretung im Bezirk IX, jeweils in der Fraktion der CDU, der er im Stadtrat seit 1994 vorstand. Zudem war Reiniger zwischen 1982 und 1995 Kreisvorsitzender der CDU-Mittelstandsvereinigung Essen. 
Von 1999 bis 2009 war Wolfgang Reiniger mit Wiederwahl bei der Kommunalwahl 2004 Oberbürgermeister der Stadt. Wegen der Änderung der Kommunalordnung in Nordrhein-Westfalen und der Verlängerung der Amtszeit des Oberbürgermeisters auf sechs Jahre trat er nicht erneut als Oberbürgermeister-Kandidat an. 2009 wurde er von Reinhard Paß (SPD) abgelöst. 